# Grorud Futsal 2012-2013
Questa voce raccoglie le informazioni riguardanti il Grorud Futsal nelle competizioni ufficiali della stagione 2012-2013.

## Stagione
Il Grorud, neopromosso in Futsal Eliteserie, ha affrontato il primo campionato nella massima divisione locale nella stagione 2012-2013. La squadra ha chiuso l'annata al 6º posto finale. L'avventura nella Futsal Cup si è chiusa invece in semifinale, con l'eliminazione subita per mano del Solør.

## Rosa
| N° | Naz.                | Ruolo | Sportivo                  | Anno     |  |  |
| -- | ------------------- | ----- | ------------------------- | -------- |  |  |
|    | Norvegia (bandiera) | POR   | Terje Kirsebom            | 16.07.79 |  |  |
|    | Norvegia (bandiera) | DIF   | Abdel El Moussaoui        | 03.10.90 |  |  |
|    | Norvegia (bandiera) | LAT   | Mustapha Achrifi          | 04.03.87 |  |  |
|    | Norvegia (bandiera) | LAT   | Faysal Ahmed              | 17.04.88 |  |  |
|    | Norvegia (bandiera) | LAT   | Haitam Aleesami           | 31.07.91 |  |  |
|    | Norvegia (bandiera) | UNI   | Ilias El Hafedi           | 12.10.89 |  |  |
|    | Norvegia (bandiera) | UNI   | Mohamed Mahnin            | 09.02.93 |  |  |
|    | Norvegia (bandiera) | PIV   | Fatmir Adem               | 20.06.88 |  |  |
|    | Norvegia (bandiera) | PIV   | Jimi Akinyemi             | 24.11.88 |  |  |
|    | Norvegia (bandiera) | PIV   | Karim Aoudia              | 08.04.86 |  |  |
|    | Norvegia (bandiera) | PIV   | Stian Kristoffersen       | 09.07.81 |  |  |
|    | Norvegia (bandiera) | PIV   | Arib Maazouzi             | 27.04.88 |  |  |
|    | Norvegia (bandiera) | PIV   | Zacaria Maazouzi          | 10.08.89 |  |  |
|    | Norvegia (bandiera) | PIV   | Martin Svendsen           | 28.08.89 |  |  |
|    | Norvegia (bandiera) |       | Adam Hussein              |          |  |  |
|    | Norvegia (bandiera) |       | Abdirashid Ibrahim        |          |  |  |
|    | Norvegia (bandiera) |       | Jørn-Andre Jacobsen Lygre |          |  |  |

## Risultati

### Eliteserie

#### Girone di andata
| Oslo 3 novembre 2012, ore 12:00 1ª giornata | Kongsvinger | 1 – 3 referto | Grorud | KFUM-Hallen\| Arbitro: \| Krokdal \| |
| Arbitro:                                    | Krokdal     |               |        |                                      |

| Oslo 4 novembre 2012, ore 14:30 2ª giornata | Grorud   | 6 – 5 referto | Tiller | KFUM-Hallen\| Arbitro: \| Pedersen \| |
| Arbitro:                                    | Pedersen |               |        |                                       |

| Oslo 22 novembre 2012, ore 19:15 3ª giornata | KFUM Oslo | 1 – 4 referto | Grorud | KFUM-Hallen\| Arbitro: \| Sandberg \| |
| Arbitro:                                     | Sandberg  |               |        |                                       |

| Larvik 1º dicembre 2012, ore 17:15 4ª giornata | Vegakameratene | 6 – 4 referto | Grorud | Arena Larvik\| Arbitro: \| Eidhammer \| |
| Arbitro:                                       | Eidhammer      |               |        |                                         |

| Larvik 2 dicembre 2012, ore 11:00 5ª giornata | Grorud    | 3 – 3 referto | Nidaros | Arena Larvik\| Arbitro: \| Eidhammer \| |
| Arbitro:                                      | Eidhammer |               |         |                                         |

| Bergen 15 dicembre 2012, ore 14:00 6ª giornata | Grorud | 10 – 2 referto | Horten | Vadmyrahallen\| Arbitro: \| Tvedt \| |
| Arbitro:                                       | Tvedt  |                |        |                                      |

| Oslo 9 dicembre 2012, ore 16:30 7ª giornata | Grorud  | 3 – 4 referto | Nesjar | Furuset Forum\| Arbitro: \| Iversen \| |
| Arbitro:                                    | Iversen |               |        |                                        |

| Stjørdal 5 gennaio 2013, ore 13:45 8ª giornata | Vadmyra | 2 – 3 referto | Grorud | Stjørdalshallen\| Arbitro: \| Krokdal \| |
| Arbitro:                                       | Krokdal |               |        |                                          |

| Stjørdal 6 gennaio 2013, ore 11:00 9ª giornata | Solør     | 3 – 3 referto | Grorud | Stjørdalshallen\| Arbitro: \| Myklebust \| |
| Arbitro:                                       | Myklebust |               |        |                                            |

#### Girone di ritorno
| Fyllingsdalen 2 febbraio 2013, ore 17:15 10ª giornata | Grorud  | 12 – 5 referto | Kongsvinger | Framohallen A\| Arbitro: \| Ølmheim \| |
| Arbitro:                                              | Ølmheim |                |             |                                        |

| Fyllingsdalen 3 febbraio 2013, ore 11:00 11ª giornata | Tiller  | 2 – 2 referto | Grorud | Framohallen A\| Arbitro: \| Iversen \| |
| Arbitro:                                              | Iversen |               |        |                                        |

| Oslo 20 febbraio 2013, ore 21:00 12ª giornata | Grorud    | 5 – 5 referto | KFUM Oslo | Furuset Forum\| Arbitro: \| Eidhammer \| |
| Arbitro:                                      | Eidhammer |               |           |                                          |

| Oslo 16 febbraio 2013, ore 17:15 13ª giornata | Grorud | 1 – 7 referto | Vegakameratene | KFUM-Hallen\| Arbitro: \| Tariq \| |
| Arbitro:                                      | Tariq  |               |                |                                    |

| Oslo 17 febbraio 2013, ore 14:30 14ª giornata | Nidaros | 5 – 4 referto | Grorud | KFUM-Hallen\| Arbitro: \| Tariq \| |
| Arbitro:                                      | Tariq   |               |        |                                    |

| Helgeroa 2 marzo 2013, ore 13:00 15ª giornata | Horten  | 4 – 3 referto | Grorud | Nesjarhallen\| Arbitro: \| Ølmheim \| |
| Arbitro:                                      | Ølmheim |               |        |                                       |

| Helgeroa 3 marzo 2013, ore 18:00 16ª giornata | Nesjar    | 2 – 4 referto | Grorud | Nesjarhallen\| Arbitro: \| Eidhammer \| |
| Arbitro:                                      | Eidhammer |               |        |                                         |

| Stjørdal 16 marzo 2013, ore 13:45 17ª giornata | Grorud       | 4 – 10 referto | Vadmyra | Stjørdalshallen\| Arbitro: \| Solum Lystad \| |
| Arbitro:                                       | Solum Lystad |                |         |                                               |

| Stjørdal 17 marzo 2013, ore 12:45 18ª giornata | Grorud          | 5 – 13 referto | Solør | Stjørdalshallen\| Arbitro: \| Kiil Andreassen \| |
| Arbitro:                                       | Kiil Andreassen |                |       |                                                  |

### Futsal Cup
| Oslo 19 gennaio 2013, ore 11:00 Quarti di finale | Grorud       | 7 – 6 (d.t.s.) referto | KFUM Oslo | KFUM-Hallen\| Arbitro: \| Rafiq (Oslo) \| |
| Arbitro:                                         | Rafiq (Oslo) |                        |           |                                           |

| Oslo 19 gennaio 2013, ore 18:00 Semifinale | Solør        | 6 – 5 referto | Grorud | KFUM-Hallen\| Arbitro: \| Rafiq (Oslo) \| |
| Arbitro:                                   | Rafiq (Oslo) |               |        |                                           |